# 11706 Rijeka
11706 Rijeka eller 1998 HV4 är en asteroid i huvudbältet som upptäcktes den 20 april 1998 av de båda kroatiska astronomerna Korado Korlević och Marino Dusić vid Višnjan-observatoriet. Den är uppkallad efter den kroatiska staden Rijeka.
Den tillhör asteroidgruppen Koronis.